# Krishna Bharadwaj
Krishna Bharadwaj (* 21. August 1935 in Karwar, Karnataka; † 8. März 1992) war eine indische Ökonomin, die vor allem durch ihre Beiträge zur ökonomischen Entwicklungstheorie und zur Wiederbelebung der Ideen der klassischen Nationalökonomie bekannt ist.

## Leben
Da sie in Belagavi, einem berühmten Zentrum der klassischen Musik, ins College kam, wurde ihr Talent als Sängerin früh entdeckt. Sie nahm Gesangsunterricht und gewann so bis zum Alter von 15 mehrere Wettbewerbe. Doch eine Halsentzündung brachte ihre Karriere als Sängerin zum Abbruch. Nach Studium und bestplatziertem Postgraduierten-Abschluss in Bombay vollendet sie ihre Doktorarbeit in Verkehrswirtschaft im Jahre 1960.
Im selben Jahre war Piero Sraffas Production of Commodities by Means of Commodities veröffentlicht worden. Bharadwaj wurde vom Herausgeber des Economic Weekly um die Besprechung gebeten. Sie löste diese Aufgabe blendend, was dann den Auftakt bildete zu ihren weiteren wissenschaftlichen Arbeiten.

## Geschichte der Nationalökonomie
Die Bezeichnung „neoklassisch“ verwischt die Unterschiede und täuscht eine Kontinuität der Theorie und der Problemstellung vor der klassischen Nationalökonomie und neoklassischer Theorie. Es ist jedoch weitaus angemessener, hier von einem eindeutigen „theoretischen Bruch“ zu sprechen.
Daher kritisiert Bharadwaj, dass John Stuart Mill eine ungebrochene Kontinuität zur klassischen Theorie behauptet hatte. Ebenso suchte noch Samuel Hollander den historischen Ricardo für die Neoklassik zu vereinnahmen. Die klassische Ökonomie verfolgte aber eine völlig andere Problemperspektive als die neoklassische Preistheorie; letztere nennt Bharadwaj „DSE“ = „demand-and-supply-based equilibrium theories,“ also die Theorietradition in der Nachfolge von Léon Walras. Demgegenüber heißt „klassische Theorie“ in der Ökonomie:
„The classical theory we refer to had its beginnings in the works of William Petty in England and the Physiocrats in France. It advanced significantly through the contribution of Adam Smith and David Ricardo and found its comprehensive developments through radical reconstructions in Karl Marx. The DSE theories emerged in the third quarter of the nineteenth century, around the 1870s, spearheaded by the writings of Jevons, Menger and Walras. They rose to dominance eclipsing the classical approach not only for reasons of the logical and analytical hurdles the latter theory met with, but also because of the unacceptability of its sharp theoretical positions stressing the conflict-ridden dynamics of capitalist distribution and accumulation. The approach was prematurely abandoned and was superseded even while the logical problems remained unsufficiently explored and hence solved.“
In ihrem Beitrag zum Jahrbuch Ökonomie und Gesellschaft erörtert sie die sozialphilosophische Perspektive der smithschen politischen Ökonomie sowie seine um das Konzept des gesellschaftlichen Überschussprodukts kreisende Erklärung der Verteilung des nationalen Reichtums. Sie befasst sich daran anschließend mit der Kritik und Weiterentwicklung des smithschen Ansatzes durch Ricardo und Marx und wendet sich gegen den Vereinnahmungsversuch seiner Lehre durch die neoklassische Theorie von Angebot und Nachfrage.

## Werke
- Themes in Value and Distribution: Classical Theory Reappraised. London 1989. ISBN 0-04-338148-0
- Essays in Honour of Piero Sraffa. (zus. mit Bertram Schefold). 2. Aufl. Routledge: London 1992. ISBN 0-04-445254-3